# Podocarpus lambertii
Podocarpus lambertii là một loài thực vật hạt trần trong họ Thông tre. Loài này được Klotzsch ex Endl. miêu tả khoa học đầu tiên năm 1847.